# 重清村
重清村（しげきよそん）は、徳島県美馬郡にあった村。現在の美馬市美馬町の西半にあたる。

## 地理
- 河川 ： 吉野川、鍋倉谷川、中野谷川、高瀬谷川

## 歴史
- 1889年（明治22年）10月1日 - 町村制の施行により、近世以来の重清村が単独で自治体を形成。
- 1934年（昭和9年）6月1日 - 半田町の一部（大字川中島字中鳥）を編入。
- 1957年（昭和32年）3月31日 - 郡里町と合併して美馬町が発足。同日重清村廃止。

## 交通

### 道路
現在は旧村域を徳島自動車道の美馬インターチェンジが所在するが、当時は未開通。